# 傑克·薩維爾
傑克·薩維爾（英語：Jack Saville；1991年4月2日—）是一位英格蘭足球運動員，在場上的位置是後衛。他現在效力於英格蘭球隊艾迪索特鎮足球俱樂部。他是喬治·薩維爾的哥哥。

## 外部連結
- 足球数据库：傑克·薩維爾的球员统计数据